# Ulrike Rodust

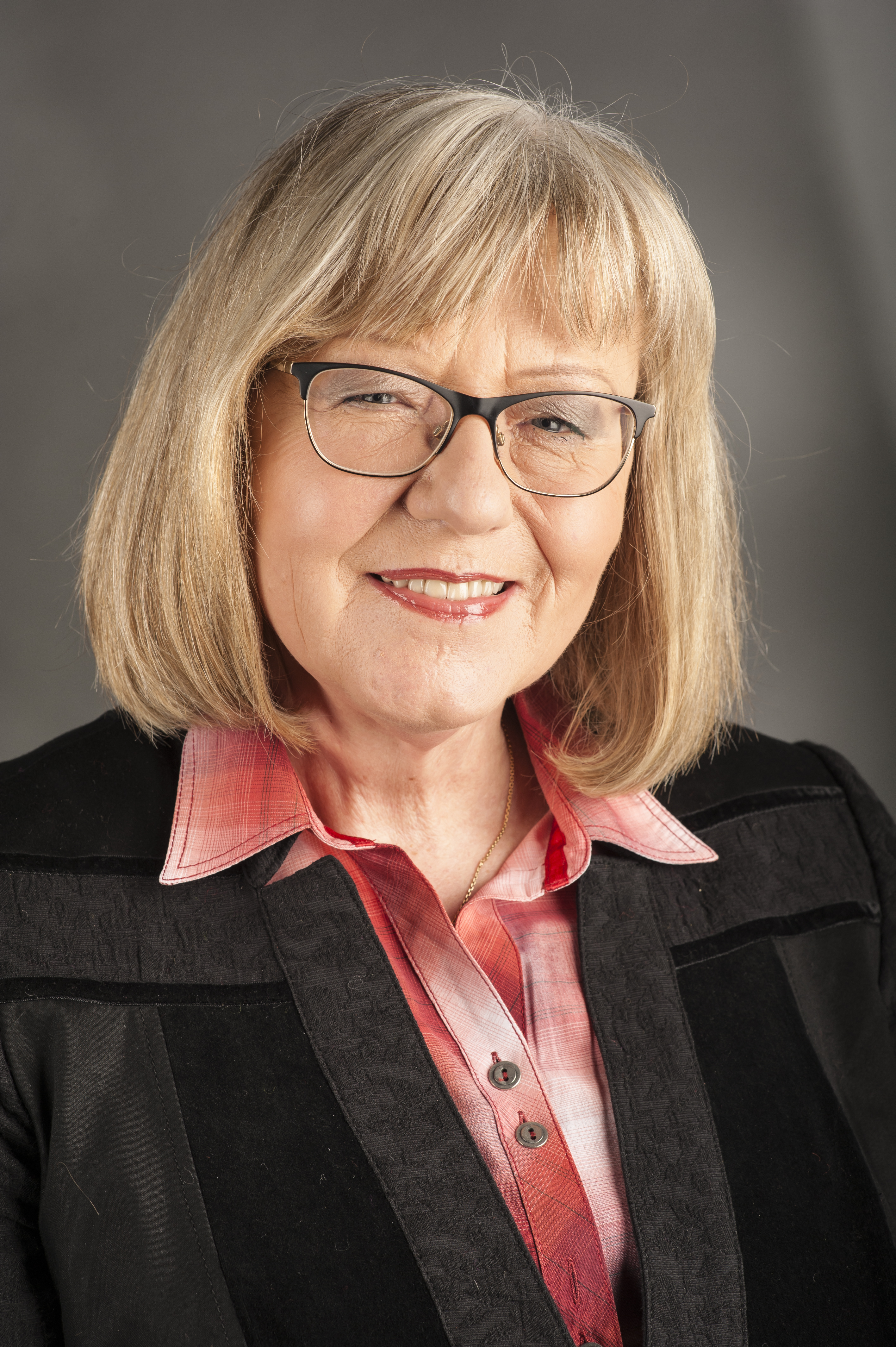
Ulrike Rodust (2014)

Ulrike Rodust (* 4. Juni 1949 in Quakenbrück) ist eine deutsche Politikerin (SPD). Von 2008 bis 2019 war sie Mitglied des Europäischen Parlaments.

## Leben und Beruf
Nach der Mittleren Reife absolvierte Ulrike Rodust eine Ausbildung zur Industriekauffrau und zur Hauswirtschafterin. Von 1979 bis 1997 war sie in der Gastronomie tätig und führte von 1989 bis 1997 ein eigenes Restaurant.
Ulrike Rodust ist verheiratet und hat zwei Kinder.

## Partei
Sie trat 1972 in die SPD ein und war von 1988 bis 1998 stellvertretende Landesvorsitzende der Arbeitsgemeinschaft Selbständige in der SPD (AGS) in Schleswig-Holstein. Von 1995 bis 1996 gehörte sie dem Bundesparteirat der SPD an und war von 1996 bis 2001 Vorsitzende des SPD-Kreisverbandes Rendsburg-Eckernförde. Von 1999 bis 2001 war sie außerdem stellvertretende SPD-Landesvorsitzende in Schleswig-Holstein.

## Abgeordnete
Von 1994 bis 1996 gehörte Ulrike Rodust der Ratsversammlung von Brunsbüttel an.
Am 15. Dezember 1993 rückte sie für den verstorbenen Abgeordneten Rüdiger Möbusz in den Landtag von Schleswig-Holstein nach und war bis 2005 Mitglied des Landtages. Von 1996 bis 1998 war sie wirtschaftspolitische Sprecherin der SPD-Landtagsfraktion und von 1998 bis 2000 Vorsitzende des Europaausschusses. Von 2000 bis 2005 leitete Rodust den Arbeitskreises Europa der SPD-Fraktion. Am 27. April 2005 zog sie als Nachrückerin für die ausgeschiedene Abgeordnete Heide Simonis erneut in den Landtag ein. Ulrike Rodust zog 1993 und 2005 über die Landesliste und sonst stets als direkt gewählte Abgeordnete des Wahlkreises Eckernförde in den Landtag ein. Von Juni 2008 bis Juni 2009 war sie amtierende Bürgermeisterin in der Gemeinde Holzdorf.
Am 29. August 2008 rückte Ulrike Rodust als Ersatzkandidatin für den verstorbenen Abgeordneten Willi Piecyk in das Europäische Parlament nach. Ihr Landtagsmandat legte sie deshalb im Dezember 2008 nieder. Sie zog auch 2009 und 2014 wieder in das Europäische Parlament ein. Dort war Ulrike Rodust Mitglied im Ausschuss für Fischerei (PECH). Im Juli 2014 wurde sie von den Ausschussmitgliedern zur Koordinatorin gewählt.
Weiterhin war sie Mitglied der Delegation für die Beziehungen zu den Ländern Mittelamerikas und Mitglied der Delegation in der Parlamentarischen Versammlung Europa-Lateinamerika.

## Mitgliedschaften
Rodust war Mitglied der Europa-Union Parlamentariergruppe Europäisches Parlament.